# District d'Ossakarov
Le district d'Ossakarov (en kazakh : Осакаров ауданы) est un district de l'oblys de Karaganda au Kazakhstan.

## Géographie
Le centre administratif du district est la ville d'Ossakarovka.

## Démographie
En  2013, le district a une population de 33 343 habitants.